# Axiopoeniella octocentra
Axiopoeniella octocentra är en fjärilsart som beskrevs av Richard P. Vari 1964. Axiopoeniella octocentra ingår i släktet Axiopoeniella och familjen björnspinnare. Inga underarter finns listade i Catalogue of Life.